# Bell ARH-70
Bell ARH-70 – amerykański jednosilnikowy śmigłowiec rozpoznawczy opracowany w ramach programu ARH (Armed Reconnaissance Helicopter) przez firmę Bell Helicopter. W wyniku zamknięcia programu w 2008 roku zbudowano tylko 4 prototypy.
Śmigłowiec w części mediów otrzymał nazwę ARH-70 Arapaho, jednak nazwa ta nigdy nie została oficjalnie podana przez producenta czy wojsko, przez co prawidłową nazwą maszyny jest ARH-70.

## Historia
Po zrezygnowaniu w 2004 roku z realizacji programu nowego śmigłowca rozpoznawczego RAH-66 Comanche (z powodu bardzo wysokich kosztów realizacji) zdecydowano się na zakup maszyn rozpoznawczych opartych na konstrukcjach cywilnych. Rozpoczęto tym samym program pozyskania nowych maszyn, które zastąpić miały starzejącą się flotę śmigłowców rozpoznawczych Bell OH-58 Kiowa. Oparcie nowej konstrukcji na maszynach cywilnych miało zredukować koszty i czas realizacji programu. W lipcu 2005 United States Army wybrała produkt firmy Bell Helicopter – Bell ARH-70, który to oparty był na konstrukcji cywilnego Bell 407. Pierwotnie planowano, że wiropłat zostanie doposażony w systemy rozpoznawcze, wielkokalibrowy karabin maszynowy GAU-19/A kal. 12,7 mm i niekierowane pociski rakietowe. Pierwszy egzemplarz miał zostać dostarczony do użytkownika w połowie 2007 roku, zaś pod koniec 2008 pierwsza jednostka wyposażona w ARH-70 miała być gotowa do ewentualnego wykorzystania w Iraku.
Program rozwojowy przedłużał się. Badania w locie pierwszego ARH-70A odbyły się 20 lipca 2006 roku. 21 stycznia 2007 roku jeden z czterech zbudowanych śmigłowców uległ twardemu lądowaniu z powodu utraty mocy. Wzrosły także znacząco koszty wstępnej fazy rozwoju konstrukcji (System Development Demonstration) – do ponad 300 mln dolarów z planowanych 210 mln dolarów. Koszt zakupu pojedynczego ARH-70 wzrósł z 10,3 mln do 12,3 mln USD. Dodatkowo realizacja testów przeciągnąć miała się z 2007 do 2010 roku. Pierwotnie planowano dostarczyć 348 maszyn, jednak w grudniu 2007 Pentagon z powodu wysokich kosztów zredukował ich liczbę do 250 egzemplarzy. Przedłużeniu uległ również termin wprowadzenia do służby – zamiast do końca 2008 roku, do 2013 roku. Cena jednostkowa maszyny wzrosła do 14,48 mln USD, zaś faza rozwojowa pochłonęłaby aż 942 mln USD.
16 października 2008 roku Departament Obrony Stanów Zjednoczonych zadecydował o zakończeniu programu ARH-70, tym samym zrywając umowę na realizację zamówienia. Finalnie ukończono tylko 4 prototypy. 30 października 2008 roku Bell zwolnił 500 pracowników. Decyzja ta spowodowana była zerwaniem kontraktu.

## Konstrukcja
Bell ARH-70 to jednosilnikowy, lekki śmigłowiec rozpoznawczy oparty konstrukcyjnie na cywilnym śmigłowcu wielozadaniowym Bell 407. Napędzany był przez jeden silnik turbowałowy Honeywell HTS900-2, który generował moc 723 kW. Układ napędowy wspomagany był przez system cyfrowego sterowania pracą silnika FADEC. Kadłub w stosunku do cywilnego pierwowzoru został zmodyfikowany w celu osiągnięcia większej ładowności oraz do zewnętrznego przenoszenia pylonów z uzbrojeniem oraz głowicy optoelektronicznej FLIR i innego wyposażenia potrzebnego do realizacji danej misji. Silnik napędzał czteropłatowy wirnik nośny oraz dwupłatowe śmigło ogonowe. 
Śmigłowiec został wyposażony w pakiet awionik CAAS, który był również używany i wspólny w maszynach CH-47F oraz UH-60M stosowanych w operacjach specjalnych. System CAAS wykonano w technologii szklanego kokpitu. Składał się on z dwóch wielofunkcyjnych wyświetlaczy ciekłokrystalicznych MFD-268 z aktywną kolorową matrycą o wymiarach 6 × 8 cali oraz wyświetlaczy sterujących CDU-7000, przeznaczonych do sterowania komunikacją, nawigacją, systemami uzbrojenia oraz środkami samoosłony.
Uzbrojenie składało się z wyrzutni niekierowanych rakiet powietrze–ziemia Hydra 70 oraz karabinu maszynowego GAU-19 kal. 12,7 mm opracowanego w układzie Gatlinga. Dodatkowe wyposażenie i uzbrojenie mogło być montowane wewnątrz kabiny pasażerskiej.
ARH-70 miał możliwość transportu w ładowniach samolotów transportowych C-130 Hercules, do którego przygotowanie trwało 15 minut.